# Vallery

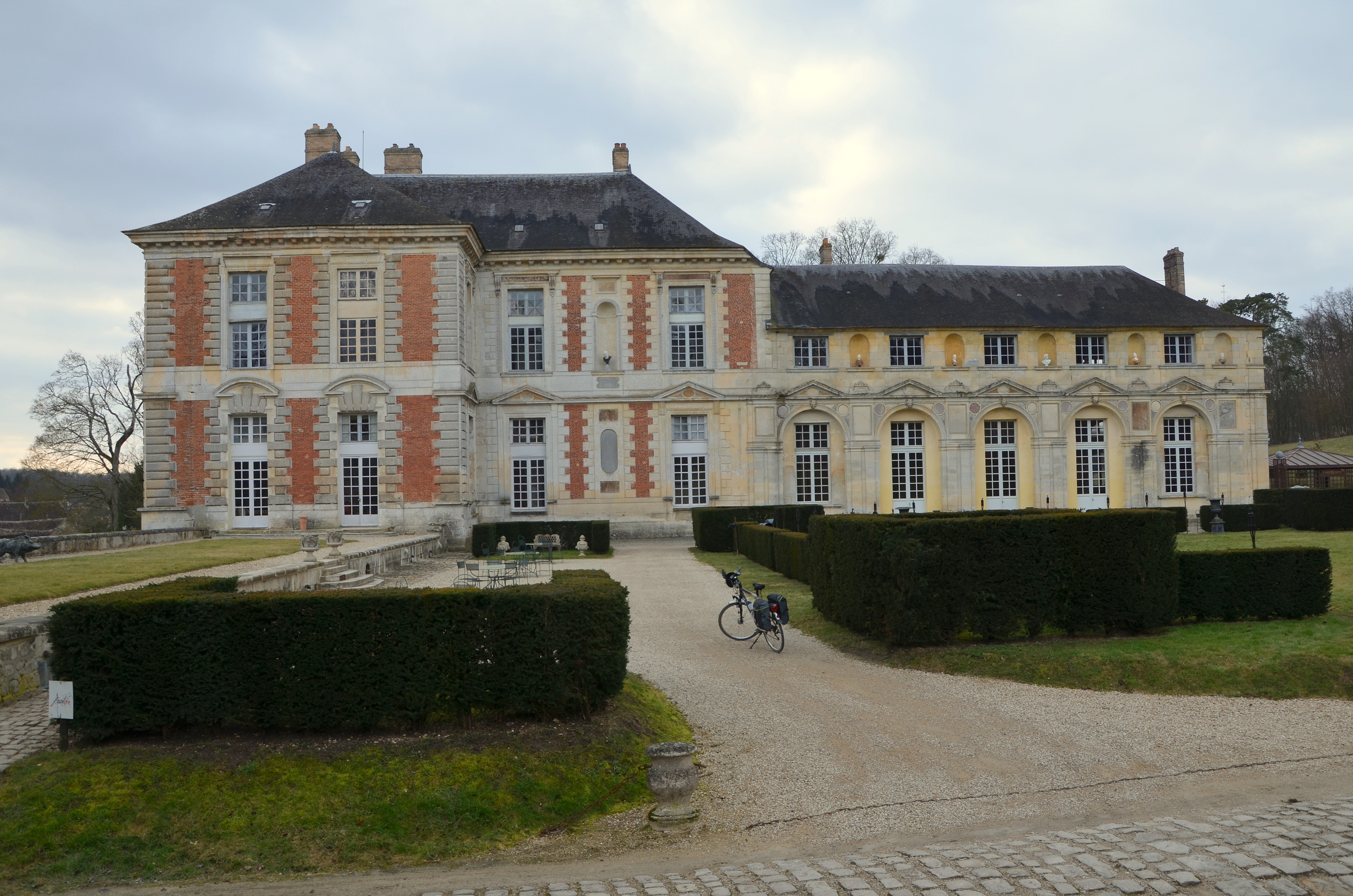
Kasteel van Vallery

Vallery is een gemeente in het Franse departement Yonne (regio Bourgogne-Franche-Comté) en telt 473 inwoners (2005). De plaats maakt deel uit van het arrondissement Sens.

## Geografie
De oppervlakte van Vallery bedraagt 12,4 km², de bevolkingsdichtheid is 38,1 inwoners per km².
De onderstaande kaart toont de ligging van Vallery met de belangrijkste infrastructuur en aangrenzende gemeenten.

## Demografie
Onderstaande figuur toont het verloop van het inwonertal (bron: INSEE-tellingen).